# Motor bicilíndrico

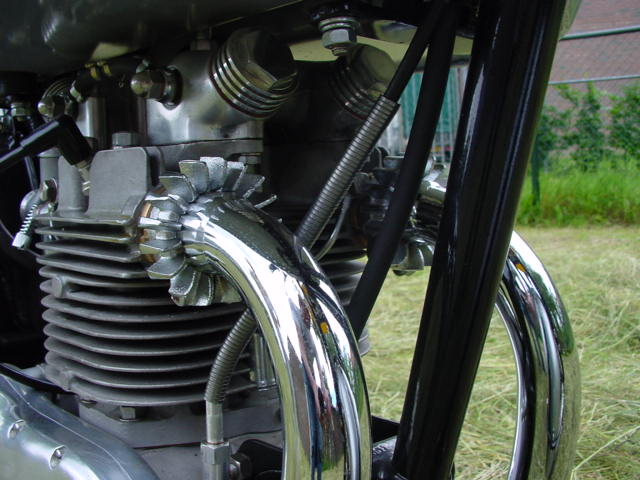
Motor bicilíndrico con cilindros gemelos en paralelo (parallel-twin) de una motocicleta Triumph (1951).

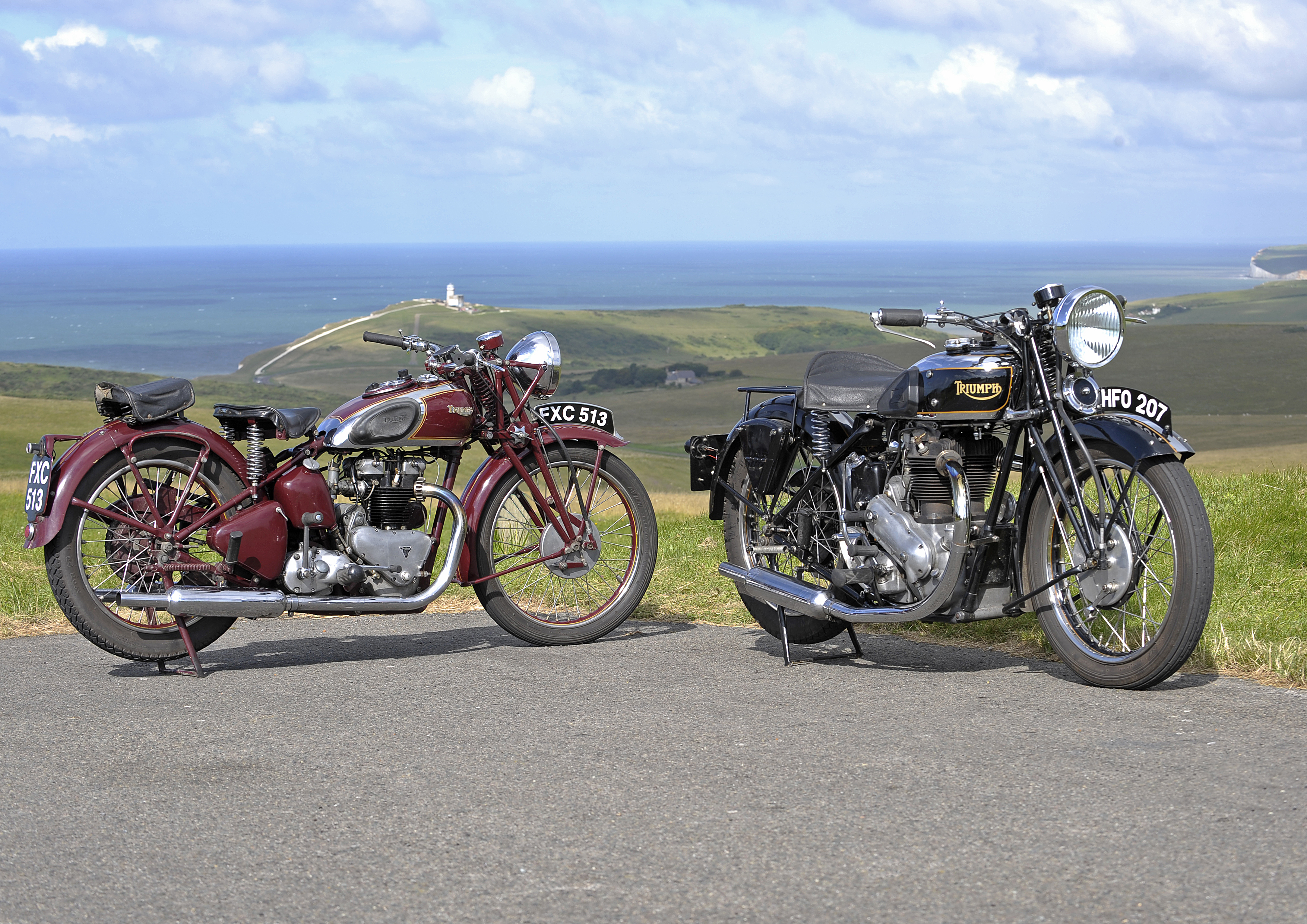
Motocicletas de motor bicilíndrico Triumph (años 1930).

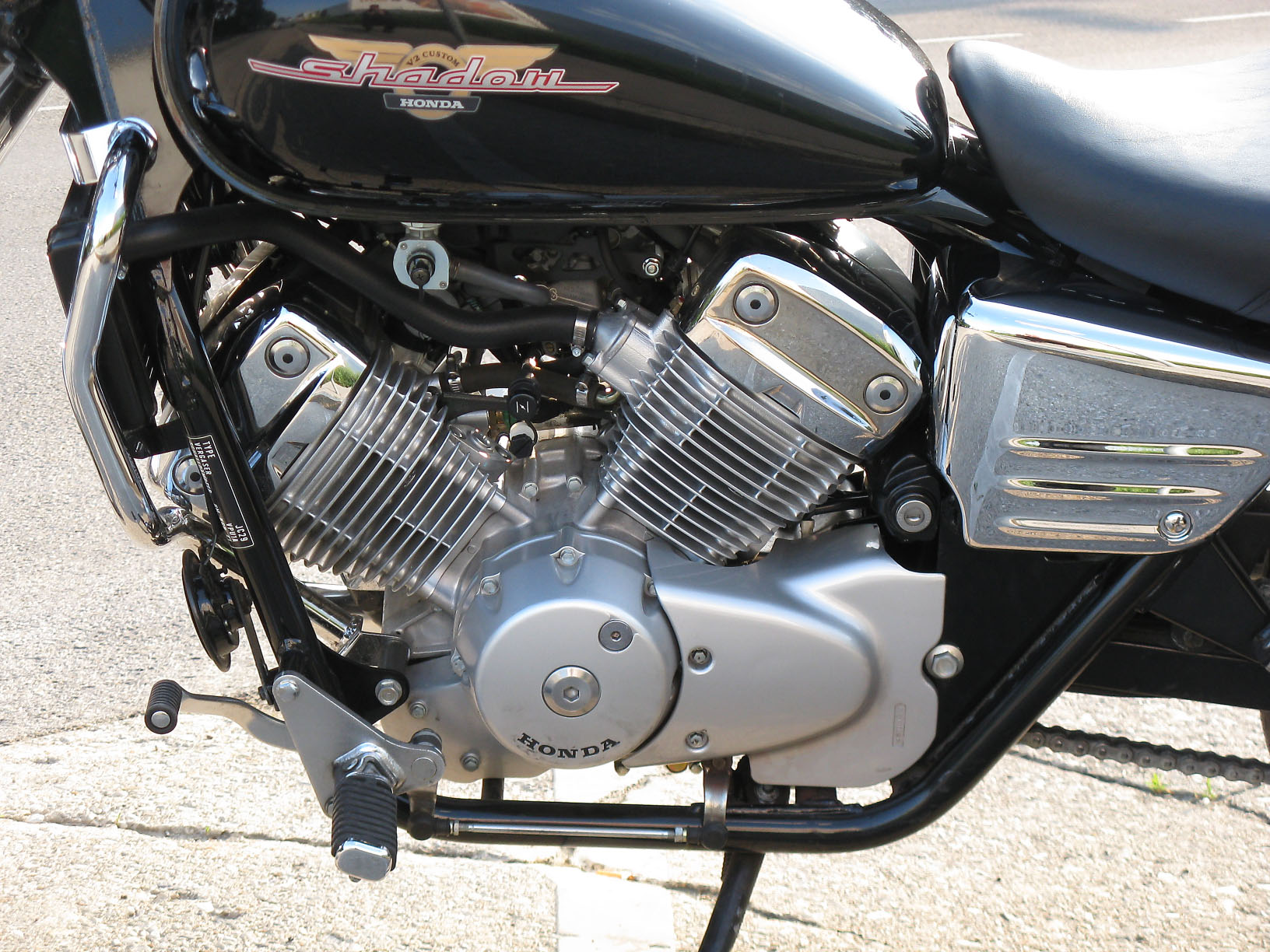
Motor twin' de una Honda Shadow VT 125.

Un motor bicilíndrico es un motor de explosión que dispone de dos cilindros, cada uno con su propia cámara de combustión. No debe confundirse con el motor de pistón doble, que a pesar de contar con dos pistones, se considera un motor monocilíndrico por poseer una única cámara de combustión.
Dada su ligereza, son preferentemente utilizados en motocicletas de gama media y alta, aunque también se han usado y se siguen usando en todo tipo de vehículos y máquinas.

## Configuraciones
Las disposiciones clásicas de los motores bicilíndricos son tres:
- En línea:

Dos cilindros verticales paralelos
- Bóxer:

Dos cilindros horizontales enfrentados por la base
- En "V":

Dos cilindros unidos por la base, formando un ángulo determinado
| \| Motocicletas con motores bicilíndricos: \| |  |  |
|                                               |  |  |
| Motocicletas con motores bicilíndricos:       |  |  |

## Historia

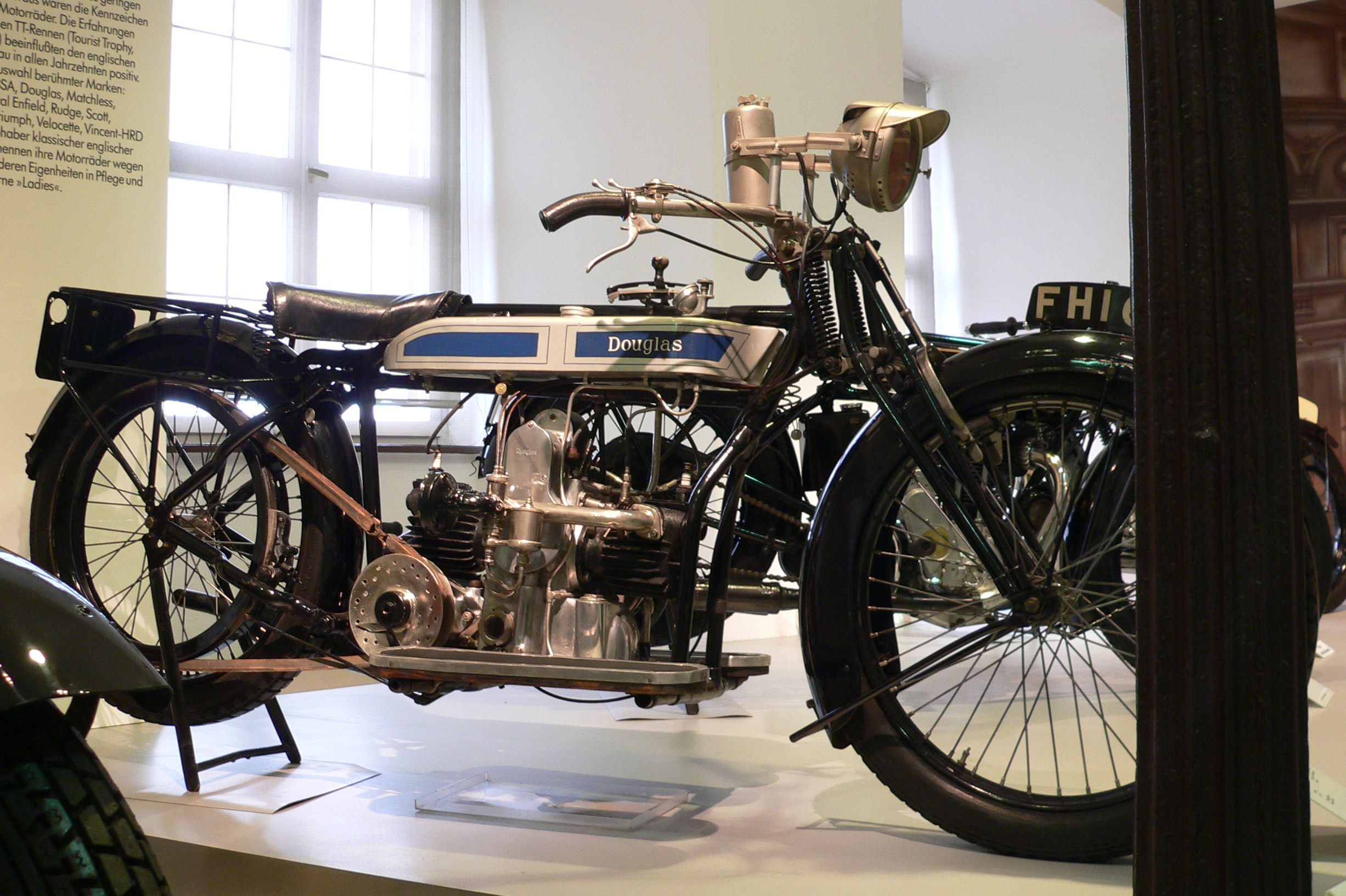
Motor bóxer bicilíndrico en línea de una Douglas de 1920.

El primer motor de dos cilindros del mundo fue diseñado por el ingeniero ruso Iván Polzunov en 1763. Su máquina de vapor rendía 1,8 CV, y desde 1766 se utilizó en la explotación de nuevas minas de plata. Por esta invención, Polsunov fue personalmente honrado por la emperatriz Catalina I de Rusia y promovido al rango de oficial.
Gottlieb Daimler y Wilhelm Maybach desarrollaron en 1889 el primer motor de explosión bicilíndrico, configurado como un motor en V. Las dos bielas estaban articuladas mediante manivelas al mismo cigüeñal.
El primer motor en línea bicilíndrico también fue construido en 1892 por Daimler y Maybach. Era un motor de dos tiempos y dos cilindros en línea. También denominado gemelo en paralelo, el encendido estaba regulado por unas bielas articuladas, aunque su asimetría con respecto al cigüeñal obligó a que se añadiesen unos contrapesos para equilibrar las fuerzas inerciales.
En 1897, Carl Benz desarrolló el primer motor bóxer de dos cilindros. Los cilindros estaban dispuestos en un ángulo de 180° entre sí y las bielas están articuladas al cigüeñal mediante manivelas desplazadas 180°. Ambos pistones se mueven simultáneamente, alejándose o acercándose a la vez al cigüeñal.

## Tecnología

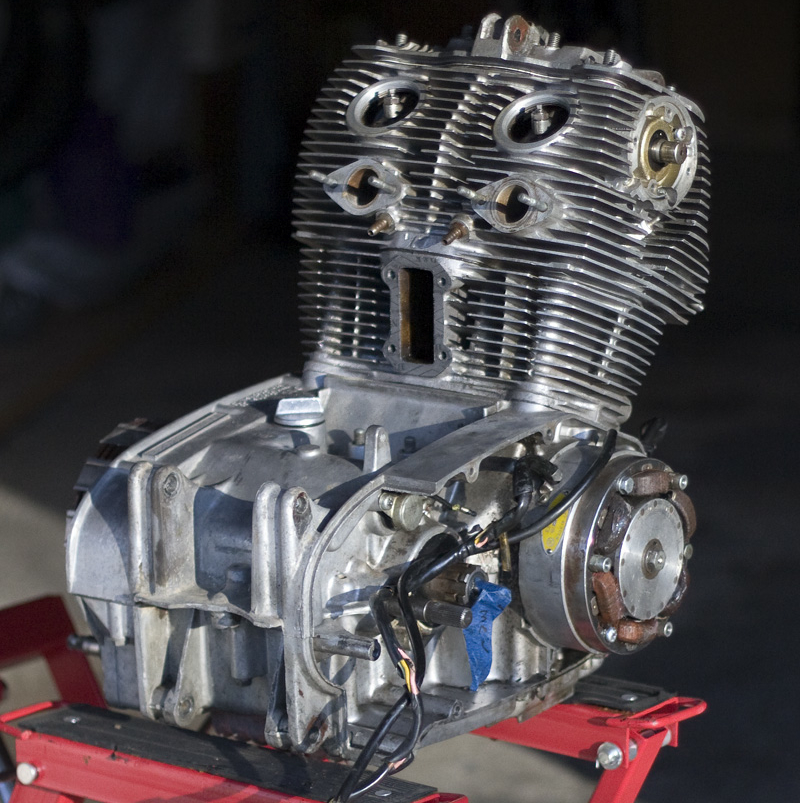
Motor bicilíndrico Honda de 305 cc (años 1960).

Los motores de varios cilindros pueden alcanzar un rendimiento más alto que los motores monocilíndricos con la misma cilindrada, debido al menor desfase entre sucesivas fases de explosión. Esto se debe al hecho de que la velocidad media crítica del émbolo se alcanza a regímenes de giro más altos debido a la carrera más reducida, lo que significa que el motor puede girar más rápido sin sufrir daños.
Dependiendo del diseño, incluso con dos cilindros, el grado de uniformidad es mejor y es posible una compensación de las fuerzas de inercia sin componentes adicionales como el eje de equilibrado. En los motores bóxer, las fuerzas de inercia se equilibran completamente y la secuencia de encendido es uniforme. Debido a la biela ligeramente desviada lateralmente, se crea un impulso de baja masa alrededor del eje vertical. En los motores V2, un ángulo de 90° es favorable para mejorar la uniformidad de giro porque la energía cinética se coordina armónicamente entre los dos pistones: cuando uno se detiene en el punto muerto, el otro tiene su velocidad máxima. Sin embargo, las fuerzas inerciales de las masas no están equilibradas.
En los motores en línea de dos tiempos con compensación de cigüeñal de 180°, para el mismo intervalo de encendido, las fuerzas de inercia de primer orden están equilibradas, creando un momento de masa alrededor del eje transversal. Los motores gemelos paralelos de cuatro tiempos, que se construyen para la misma distancia de ignición con una compensación del cigüeñal de 360°, como un motor de un solo cilindro, no tienen compensación de masas oscilantes. Están suspendidos en soportes de goma flexibles o provistos de dos ejes de equilibrio.

## Utilización

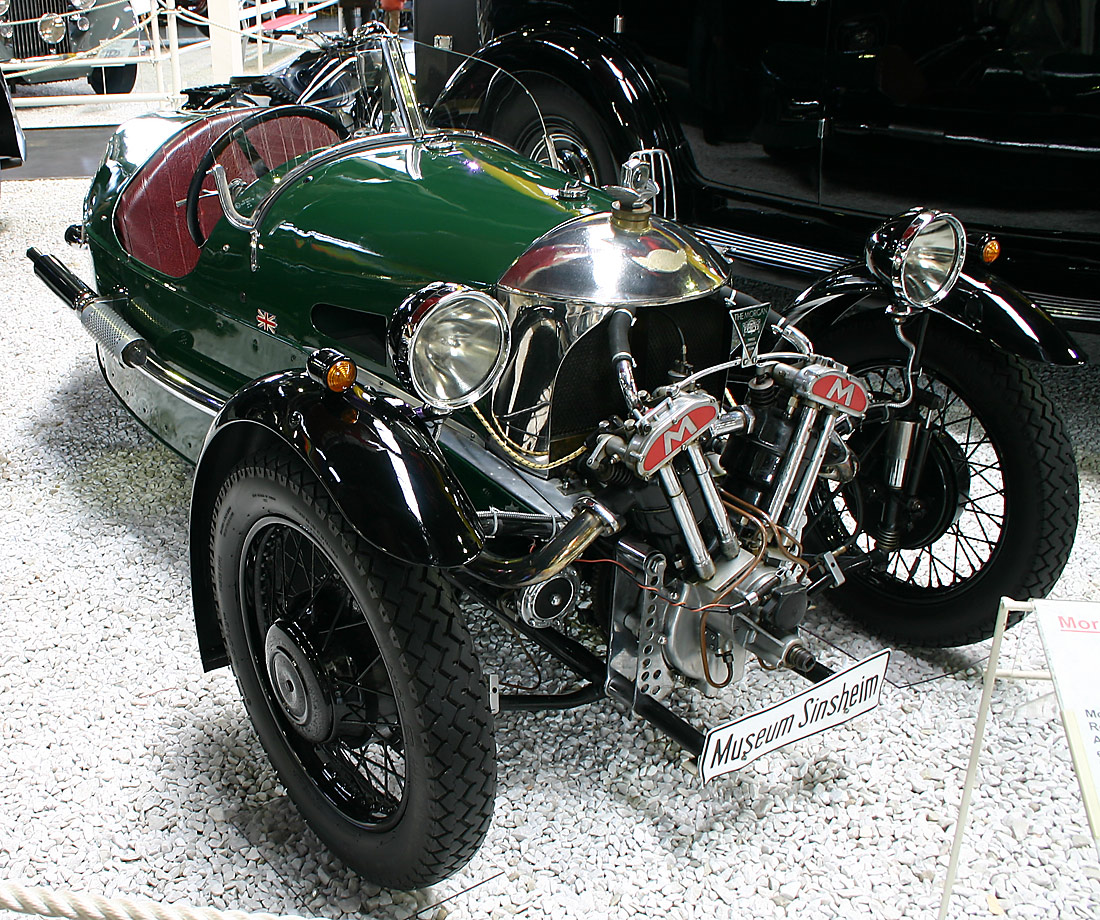
Triciclo Morgan Super Sport Threewheeler con un motor V2 (hacia 1930).

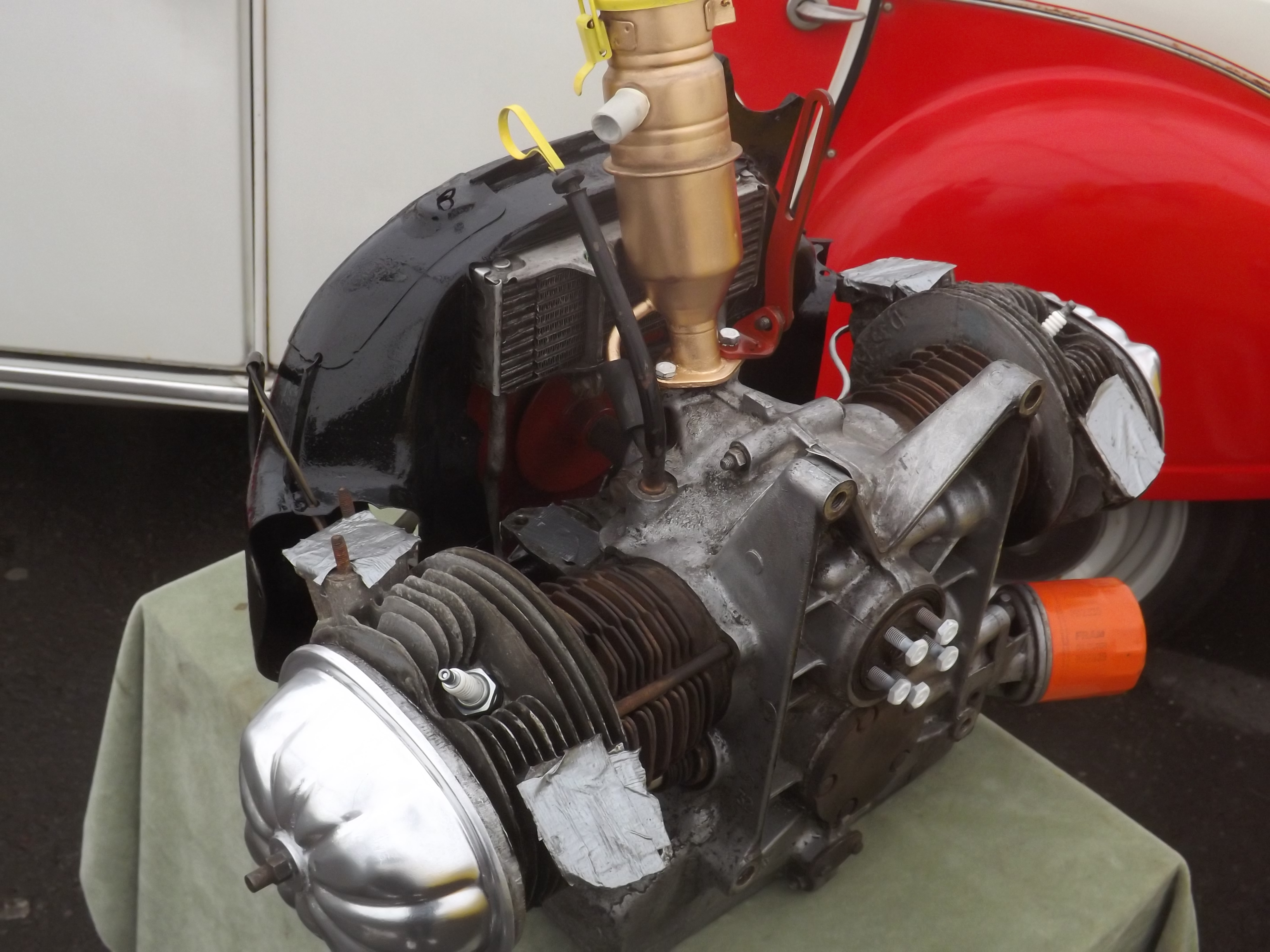
Motor bóxer bicilíndrico de un Citroën 2CV.

Si bien los tres diseños de dos cilindros se utilizan frecuentemente en motocicletas, los motores en V de dos cilindros son raros en automóviles.
Los motores de dos cilindros eran populares en los primeros días del automóvil para impulsar voiturettes y automóviles ligeros. La serie de motores de dos cilindros de De Dion-Bouton tuvo una gran difusión, utilizándose en sus propios vehículos y también por otros fabricantes de automóviles como motores integrados o modificados bajo licencia. Los motores de dos cilindros de Clément-Bayard son un caso parecido, y se usaron hasta la década de 1930, principalmente en ciclocoches y triciclos, que a menudo se construían con varios componentes de motocicleta.
Los automóviles con motor de dos cilindros en línea más producidos fueron el Fiat 500 (1957) y el Fiat 126. El automóvil más construido con motor bóxer de dos cilindros es el Citroën 2CV. En la década de 1930 y en la década de 1960, los motores de dos cilindros de dos tiempos eran comunes en los automóviles más pequeños (DKW, Trabant, Saab, Lloyd, Glas, Subaru o Suzuki). Con mucho, el automóvil de dos cilindros más potente del momento fue un modelo construido por Panhard.
En 2009, el Tata Nano se presentó con un motor Otto en línea de dos cilindros. También se lanzó el correspondiente motor diésel de dos cilindros. En 2010, Fiat introdujo un motor gemelo paralelo de dos cilindros en el Fiat 500. El motor se comercializó con el nombre de Twin-Air, y también se incorporó al Alfa Romeo MiTo y al Lancia Ypsilon. En el BMW i3 REx2014, un motor de dos cilindros en línea sirvió para ampliar la gama. El Range Extender proviene de las motocicletas BMW C 650 GT o Sport, pero en lugar de 44 kW (60 CV) en el i3 solo rinde 28 kW (38 CV).